# ساموئل ادنی
ساموئل ادنی (انگلیسی: Samuel Edney؛ زادهٔ ۲۹ ژوئن ۱۹۸۴) ورزشکار لژسواری اهل کانادا است.
وی در مسابقات کشوری و بین‌المللی در مجموع برندهٔ ۲ مدال نقره، ۲ مدال برنز شده‌است.